# Moulins de Ruysbroeck
Les Moulins de Ruysbroeck est une ancienne entreprise situe à Ruysbroeck dans la commune de Leeuw-Saint-Pierre dont le bâtiment est aujourd'hui transformé en appartement.

## Histoire
Les moulins furent ouvert en 1913 le long du canal Bruxelles-Charleroi. L'entreprise sera active jusqu'en 1987. Depuis 2004, le site est transformé en Loft.

## Bâtiments
Les bâtiments furent plusieurs fois remanié au cours du XXe siècle. Ce sont des bâtiments en brique avec une ossature en béton. 
Sur celui-ci se trouve écrit en lettre géante la mention en français : Moulins de Ruysbroeck.

## Galerie

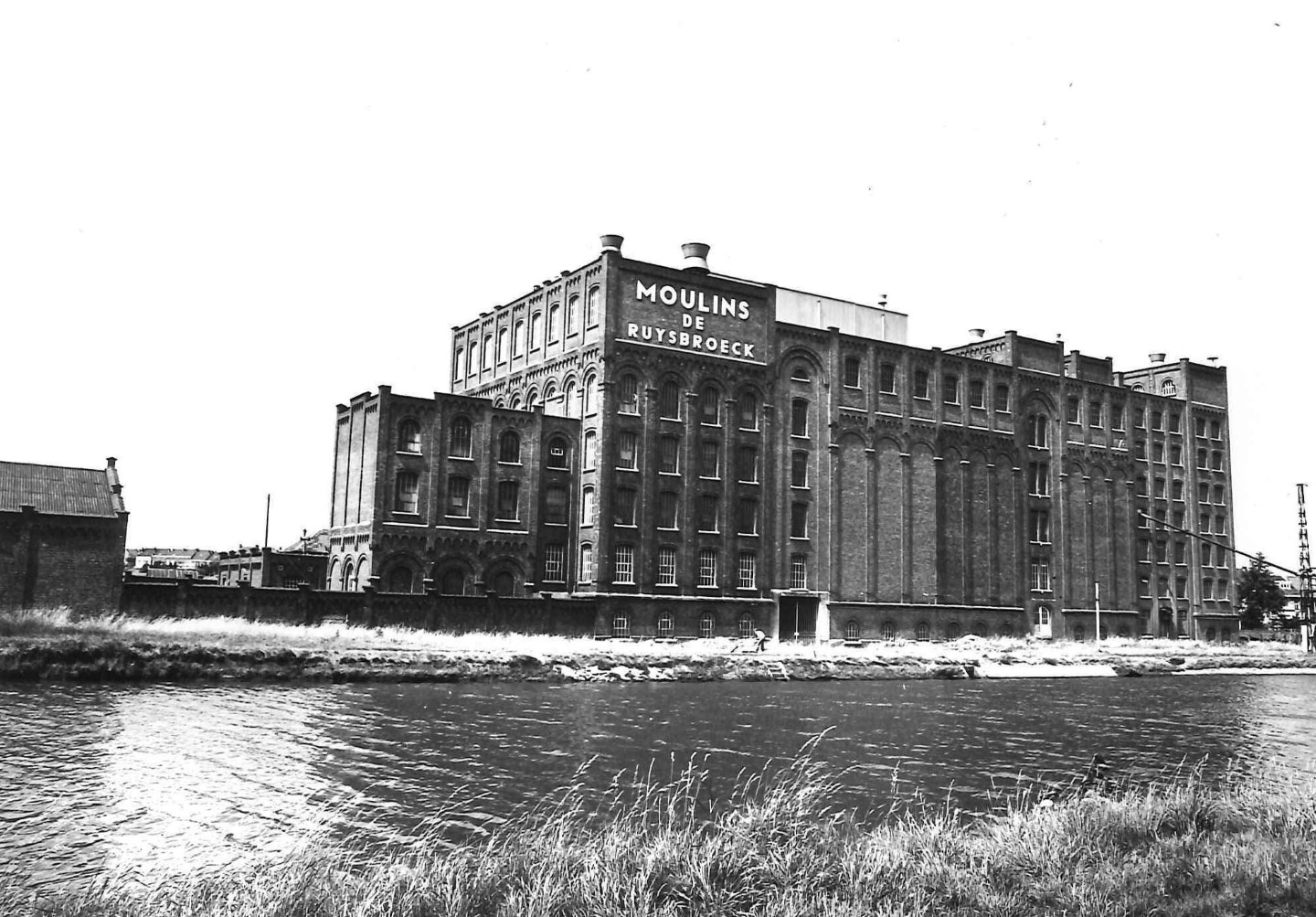
Vue du bâtiment depuis l'autre coté du canal Bruxelles-Charleroi.
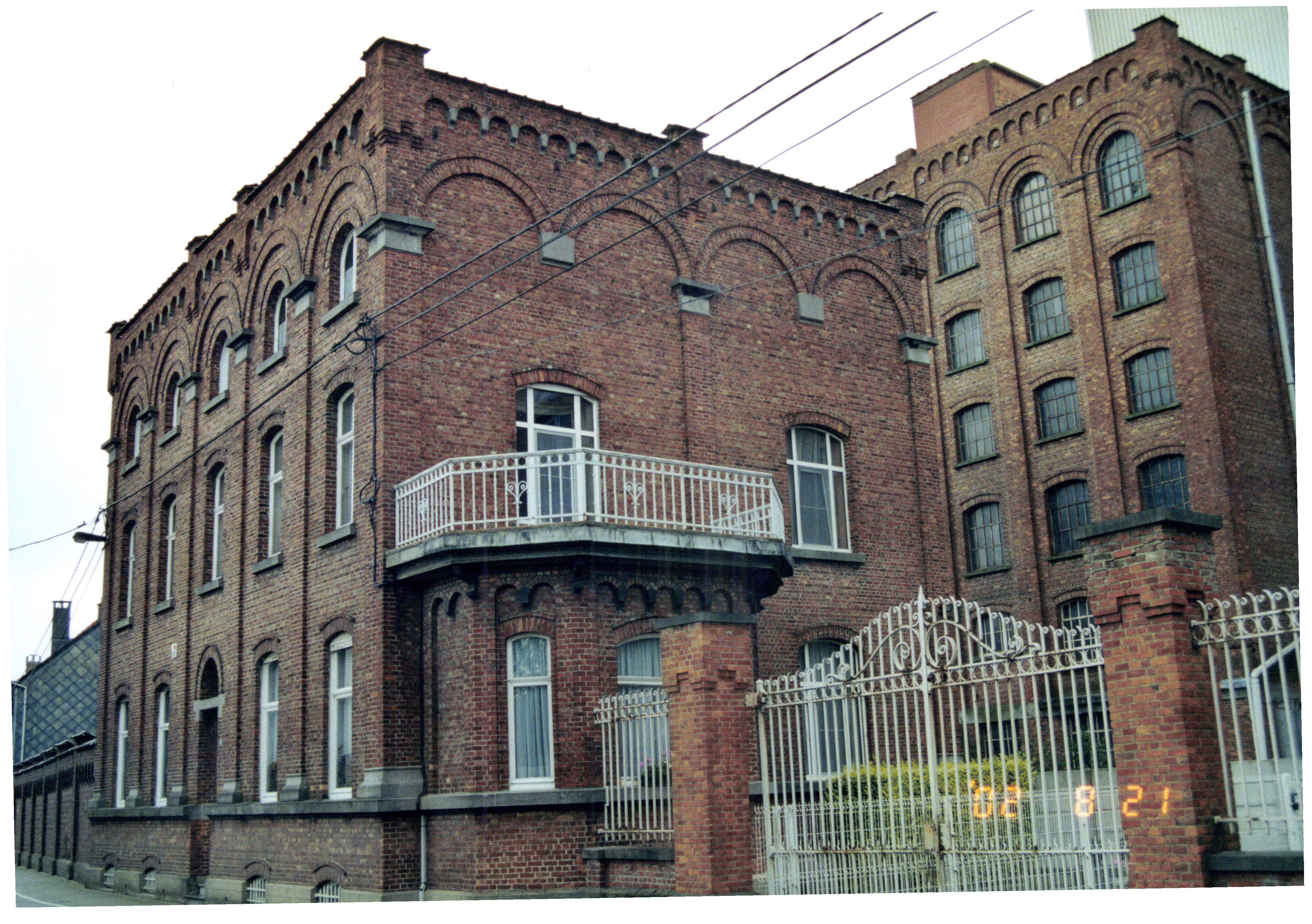
Autre vue du bâtiment.
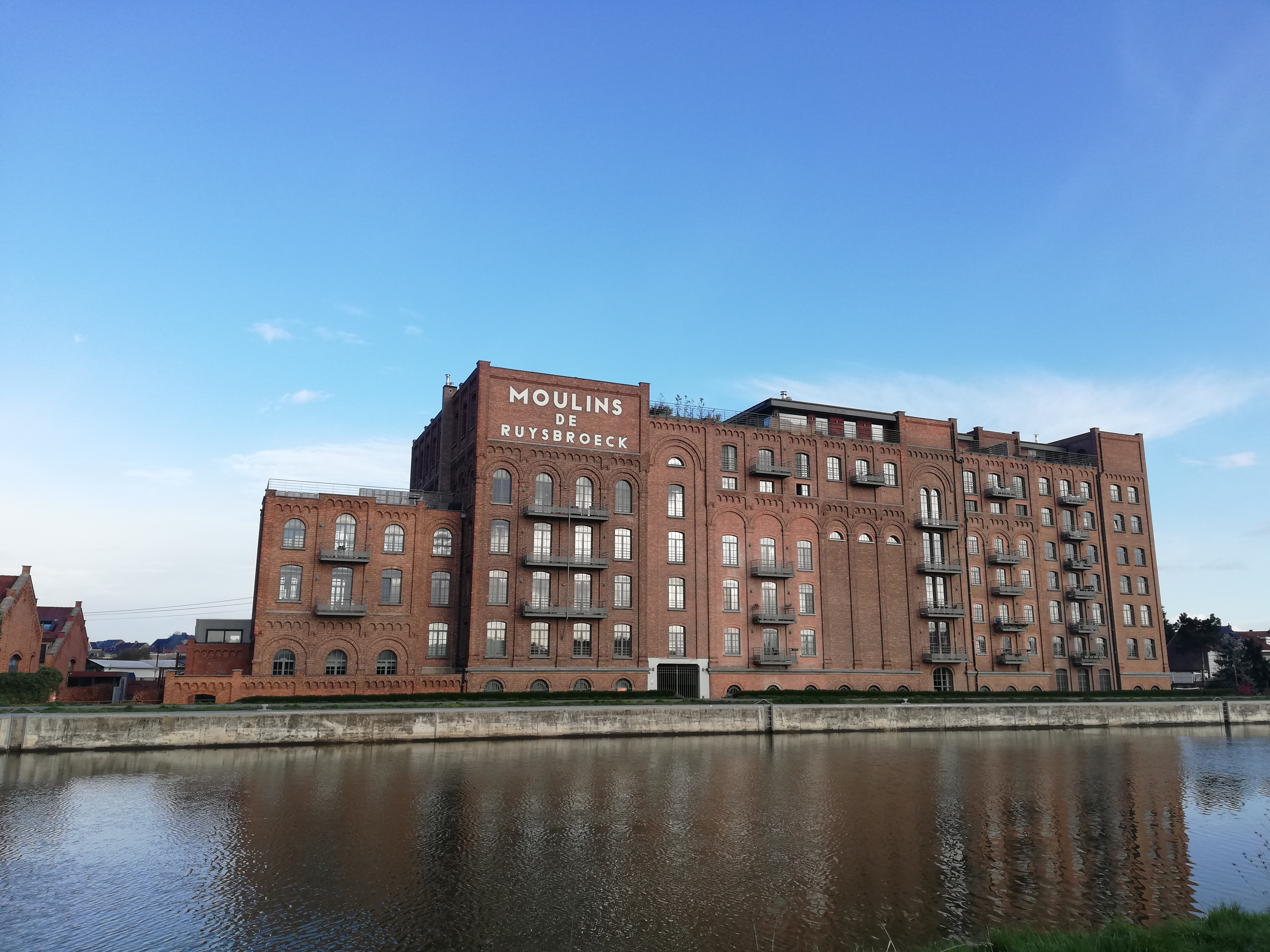
Moulins de Ruysbroeck en 2021.